# Biserica Adormirea Maicii Domnului din Călinești
Biserica Adormirea Maicii Domnului din Călinești este un monument istoric aflat pe teritoriul satului Călinești, comuna Florești. În Repertoriul Arheologic Național, monumentul apare cu codul 133367.01.
Construită în timpul domniei lui Matei Basarab la 1640, pictura fiind realizată de zugravi din scoala lui Pârvu Mutu. Pictura a fost restaurată în 1991.